# Раймундув
Раймундув (пол. Rajmundów) — село в Польщі, у гміні Ланента Кутновського повіту Лодзинського воєводства.
Населення — 131 особа (2011).
У 1975-1998 роках село належало до Плоцького воєводства.

## Демографія
Демографічна структура станом на 31 березня 2011 року:
|          | Загалом | Допрацездатний вік | Працездатний вік | Постпрацездатний вік |
| -------- | ------- | ------------------ | ---------------- | -------------------- |
| Чоловіки | 77      | 18                 | 49               | 10                   |
| Жінки    | 54      | 9                  | 31               | 14                   |
| Разом    | 131     | 27                 | 80               | 24                   |